# Cá nhám đuôi dài mắt to
Cá nhám đuôi dài mắt to (danh pháp hai phần: Alopias superciliosus) là một loài cá nhám đuôi dài được tìm thấy ở các đại dương nhiệt đới và ôn đới trên khắp thế giới. Giống như các loài cá nhám đuôi dài khác, gần một nửa chiều dài của nó là phần nửa trên của chiếc vây đuôi. Nó có cặp mắt to, có thể thích nghi với việc săn mồi trong điều kiện cường độ ánh sáng thấp.
Nó ở dưới nước sâu vào ban ngày và trồi lên bề mặt nước để săn mồi. Loài này bị đánh bắt thương mại khắp phạm vi phân bố của nó, thịt của nó không được đánh giá cao nhưng da, vây và dầu mỡ có giá trị. Thức ăn chủ yếu của cá nhám đuôi dài mắt to là các đàn cá (ví dụ như cá ngừ, cá ngừ đại dương nhỏ, cá thu), mực ống và mực nang. 